# Kažun

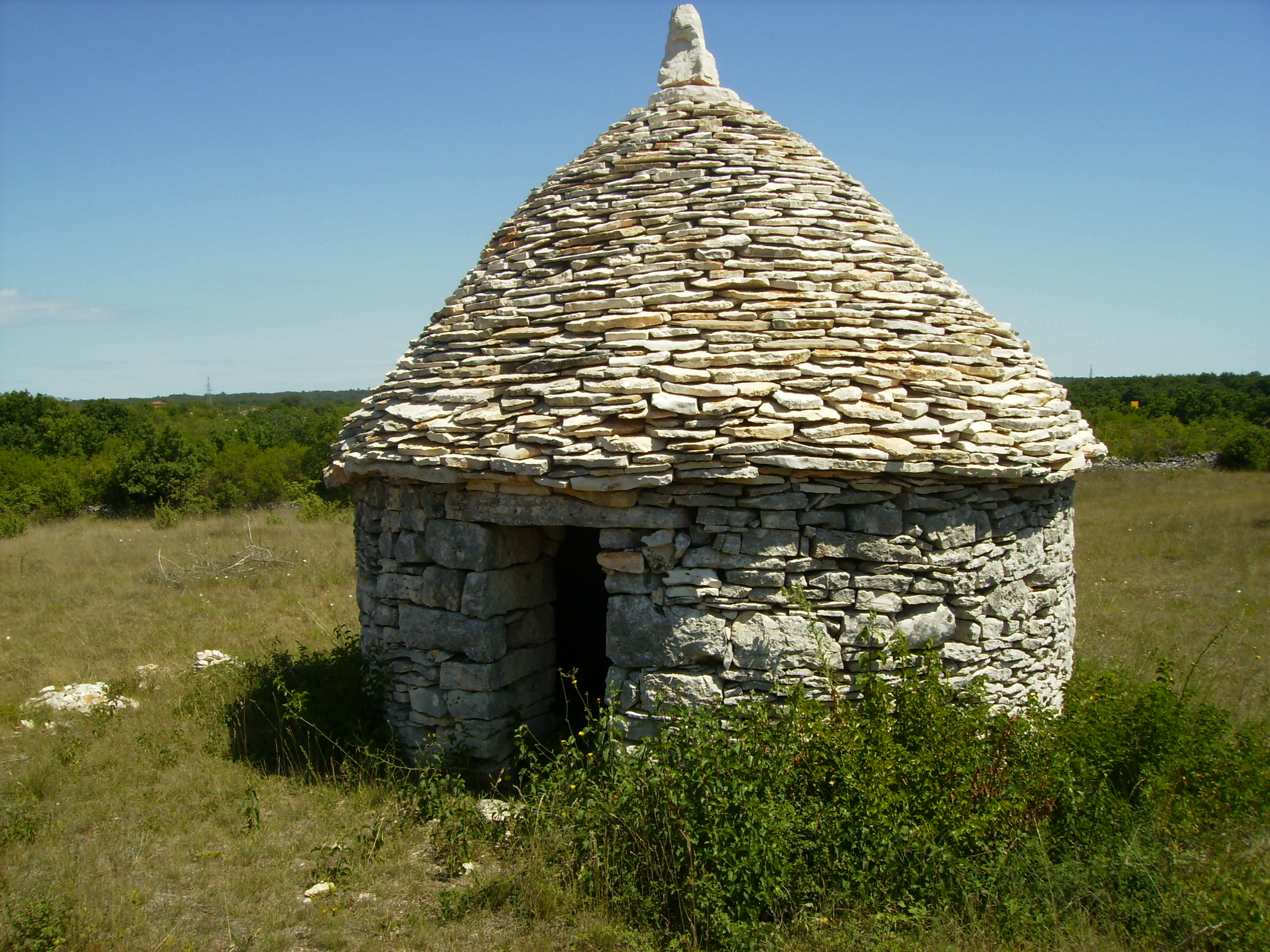
Kažun i närheten av Vodnjan i Istrien.

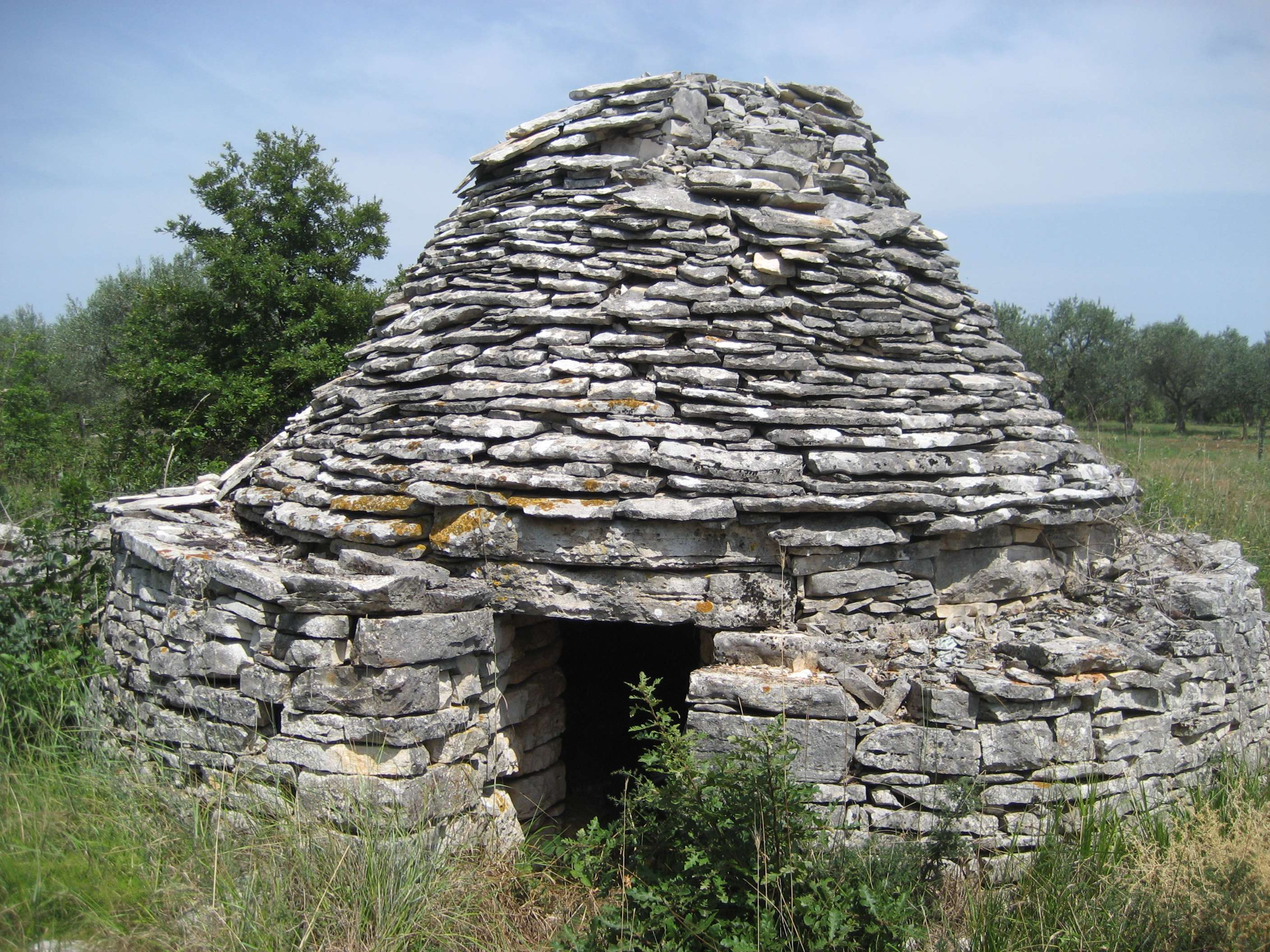
Kažun i närheten av Rovinj i Istrien.

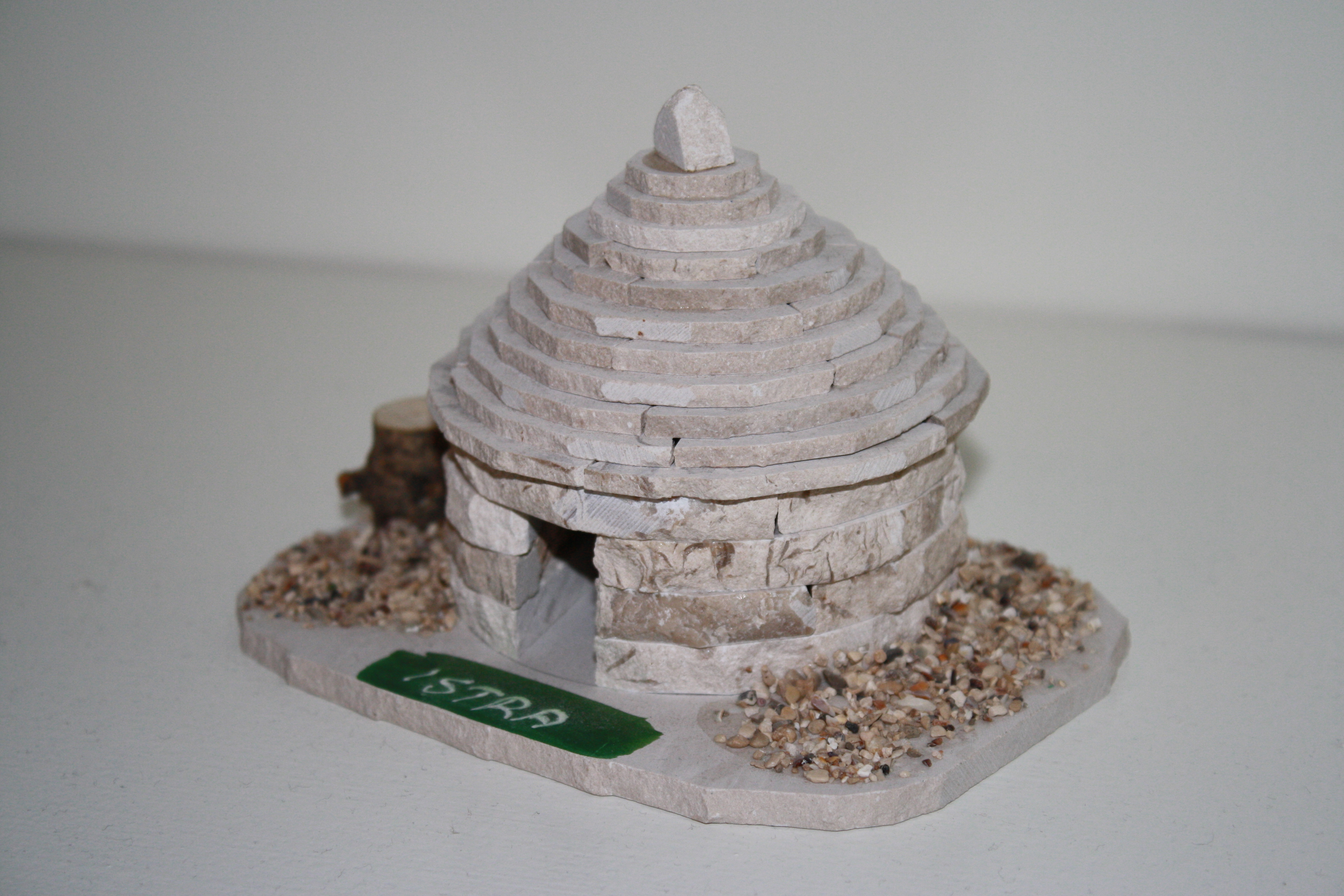
En miniatyr av en kažun, vilka ofta säljs som souvenirer i Istrien.

Kažun (plural kažuni) är namnet för en typ av traditionell stenbyggnad som återfinns i regionen Istrien i Kroatien. Liknande stenbyggnader finns på många ställen längs Kroatiens kust men går då under en mängd andra namn. Av de cirka 5000 kažuni som finns i Istrien, återfinns de allra flesta i den södra delen av halvön, särskilt i trakten runt Vodnjan, utanför Pula. Dessa stenbyggnader anses av flera vara Istriens välkändaste symbol.

## Byggnadsstruktur
Byggnadsstrukturen har funnits sedan stenåldern och användes då som bostäder men har efter det använts som temporära regn- och vindskydd för folk och fä, samt som redskapsbod. Det finns inga strikta regler för hur byggnationen går till men de byggs utan fogbruk och är vanligtvis runda men förekommer även i andra former och toppas av en kupol. Grundplanen är oftast cirkulär eller rektangulär. De flesta är fristående men det är inte ovanligt att den är sammanbyggd med en eller två stenmurar. Oftast förekommer det små öppna fönster och endast dörren är av trä, om den har någon. En typisk kažun är byggd av ungefär 30 kubik sten till en vikt av 70 ton.
- I ett friluftsmuseum i Vodnjan finns kažuni i olika byggnadsstadier.<ref>”The Kažun Park”. Istria Culture. https://www.istria-culture.com/en/the-kazun-park-i174. Läst 4 augusti 2023.</ref>
- Steg 1
- Steg 2
- Steg 3
- Steg 4

## Namn och geografisk spridning
Liknande stenbyggnader finns längs Kroatiens kustland och övärld men går då under många olika namn. Till exempel på bland annat öarna Cres och Krk i Kvarnerbukten går de under namnet komarda (pl. komarde). Längs Dalmatiens kust, främst runt Šibenik, kallas de bunja (pl. bunje). På ön Hvar heter de trim (pl. trimi) och runt Dubrovnik, på öarna Kornati och halvön Pelješac går de under namnet kučarica (pl. kučarice). Även i västra Slovenien och in i Italien upp mot Alperna förekommer liknande byggnader som kallas hiška (pl. hiške) eller kutja (pl. kutje). Liknande byggnader återfinns även i södra Italien (kända som trullo), Malta, södra Frankrike, England, Skottland och Irland.

## Symbolvärde
Kažuner har blivit populära turistmål i Istrien och ökat medvetandet om kulturarvet. Renoveringar och nybyggnationer har vidtagit för att bevara och öka intresset för kažuner, som blivit en välkänd symbol för Istrien. Små miniatyrer av kažuni säljs som souvenirer och förekommer i en variationsrik mängd.